# Chalcis femorata
Chalcis femorata är en stekelart som beskrevs av Christian Gottfried Daniel Nees von Esenbeck 1834. Chalcis femorata ingår i släktet Chalcis och familjen bredlårsteklar.
Artens utbredningsområde är Tyskland. Inga underarter finns listade i Catalogue of Life.